# 三浦浩一
三浦 浩一（みうら こういち、1953年〈昭和28年〉12月4日 - ）は、日本の俳優。鹿児島県出身。妻は同じくかつて東京キッドブラザースに所属していたタレントの純アリス。次男は元俳優の三浦孝太、三男は俳優の三浦涼介。特技は剣道。現在は東京都在住。

## 略歴
父はサラリーマンで、鹿児島県で生まれ、3歳のとき、父の転勤で東京に引っ越す。中学2年まで東京で育ち、中学3年のとき岐阜県に引っ越す。愛知県名古屋市でも暮らした。
岐阜県立長良高等学校卒業後、日本大学芸術学部へ進学したが、中退。バー勤務やセールスマンなど、様々な仕事に就く。1977年秋、劇団東京キッドブラザースに所属し、東由多加や柴田恭兵らとともに活躍する。
メジャーデビューは1980年のNHKドラマ『風神の門』の霧隠才蔵役。その後1989年にも『風雲!真田幸村』（テレビ東京）でも霧隠才蔵を演じている。
現在、所属事務所はIsから株式会社アンセムへ移籍。

## 出演

### テレビドラマ
- 大都会 PARTIII 第6話「東京・クライシス」（1978年、日本テレビ）
- 太陽にほえろ!（日本テレビ）
  - 第302話「殺意の証明」（1978年） - 寺山元晴 役
  - 第344話「射程距離」（1979年） - 里見二郎 役
  - 第566話「あいつが……」（1983年） - 谷一郎 役
  - 第653話「一枚のシール」（1985年） - 内海武司
- 江戸の激斗（1979年、フジテレビ） - 片倉小助 役
- 大空港（1979年 - 1980年、フジテレビ） - 紺野真刑事 役
- 風神の門（1980年、NHK総合） - 霧隠才蔵 役（主演）
- 本郷菊坂赤門通り（1981年、フジテレビ）
- 時代劇スペシャル 岡っ引どぶ（1981年、CX） - 嘉助 役
- 闇を斬れ（1981年、関西テレビ） - 耳の哲三 役
- 野々村病院物語（1981年、TBS） - 坂井田一平 役
- 戦国の女たち（1982年、フジテレビ） - 真田幸村 役
- 女7人あつまれば（1982年、TBS）
- Gメン'82（1982年、TBS） - 島刑事 役
- 大河ドラマ（NHK総合）
  - 峠の群像（1982年） - 橋本平左衛門 役
  - 炎立つ（1993年11月 - 1994年3月） - 藤原国衡 役
  - 元禄繚乱（1999年） - 神崎与五郎 役
  - 義経（2005年） - 平頼盛 役
- 銀河テレビ小説（NHK総合）
  - めぐり逢いて （1982年） - 雄二 役
  - やどかりは夢をみる（1984年2月27日 - 3月23日） - 榎田伸次 役
  - かなかなむしは天の蟲（1987年1月26日 - 2月20日） - 大山喜八 役
  - 黒潮に乾杯!（1989年2月20日 - 3月17日） - 海山徳次 役
- 水戸黄門（TBS）
  - 第13部（1982年） - 梟の左源太 役（初代風車の弥七の甥）
  - 第37部（2007年） - 根来衆棟梁 大崎源三 役
  - 第40部（2009年） - 榛名庄治郎（叶源四郎） 役
  - 第42部 第4話「剣に勝つ、医は仁術 -高田-」（2010年11月1日） - 三国屋仁兵衛 役
  - 最終回スペシャル（2011年12月19日） - 嘉助 役
- 望郷・美しき妻の別れ（1983年、フジテレビ） - 石母田菊男 役
- 女盗賊忍び舞い（1983年7月29日、フジテレビ） - 朝吉 役
- 新・大江戸捜査網（1984年、テレビ東京） - 隠密同心・銀次 役
- NHK新大型時代劇（NHK総合）
  - 宮本武蔵（1984年） - 夢想権之助 役
  - 真田太平記（1985年） - 滝川三九郎 役
- スクール☆ウォーズ（1984年10月 - 1985年4月、TBS） - 甘利信之 役
- 遊びの時間は終らない（1985年、TBS）
- 火曜サスペンス劇場（日本テレビ）
  - 母の誘拐（1984年1月） - 津村清 役
  - エンゲージリング（1986年6月）
  - 署名のない風景画（1986年7月） - 石戸 役
  - 愛と野望の虚像（1987年10月）
  - 原子炉の蟹（1987年11月） - 剣崎徹 役
  - 通勤快速殺人事件（1989年5月） - 中尾医師 役
  - 顔斬り（1990年8月） - 主演
  - 苦い判決（1991年9月3日）
  - 未青年 盛り場の行きずり殺人事件（1993年2月）
  - 警視庁鑑識班シリーズ（1996年 - 2005年） - 菊地慎一 役
  - 小京都ミステリー19 「奥信濃殺人事件」（1997年1月9日） - 川地健一郎 役
- 松本清張サスペンス・隠花の飾り「再春」（1986年、関西テレビ）
- おんな風林火山（1986年 - 1987年、TBS） - 穴山梅雪 役
- ドラマ女の手記「悪妻物語? 夫はどこにも行かせない!」（1987年、テレビ東京）
- 田原坂（1987年、日本テレビ） - 村田新八 役
- 傑作時代劇 「へそまがり新左 嫁姑、婿とり合戦」（1987年、テレビ朝日）
- 京大アメリカンフットボール部誕生秘話 君に涙は似合わない（1988年、朝日放送）
- 女性作家サスペンス「人生の定年」（1988年、関西テレビ）
- 月曜・女のサスペンス「夏樹静子トラベルサスペンス 恐怖の中央高速」（1988年6月20日、テレビ東京）
- 風雲!真田幸村（1989年、テレビ東京） - 霧隠才蔵 役
- 鬼平犯科帳（1989年 - 、フジテレビ） - 伊三次 役
- 水曜ドラマ 花も実もある（1990年、NHK） - 俊作 役
- 水曜グランドロマン「恍惚の人」（1990年、日本テレビ） - 立花信利 役
- 土曜ドラマ（NHK)
  - 新十津川物語（1991年） - 杉村市之進 役
- 記憶の復讐（1991年3月19日、テレビ東京） - 井ノ口 役
- 岡っ引どぶ（1991年、フジテレビ） - 嘉助 役
- 銭形平次（1991年 - 1998年、フジテレビ） - 保科源次郎 役
- 昭和16年の敗戦（1991年12月6日、フジテレビ） - 野崎学 役
- 月曜ドラマスペシャル→月曜ミステリー劇場→月曜ゴールデン→月曜名作劇場（TBS）
  - 警察官の妻たち（1991年7月29日）
  - 松本清張特別企画・紐（1996年7月1日）
  - 北海道旅情サスペンス1「霧の大雪山殺人事件」（1996年8月26日） - 馬場弘道 役
  - 監察医・薮野善次郎2（1996年12月9日） - 立花助教授 役
  - 弁護士芸者のお座敷事件簿シリーズ - 加賀雅彦 役
    - 弁護士芸者のお座敷事件簿1（1997年7月28日）
    - 弁護士芸者のお座敷事件簿2（1998年1月26日）
    - 弁護士芸者のお座敷事件簿3（1998年9月7日）
    - 弁護士芸者のお座敷事件簿4（1999年1月25日）
    - 弁護士芸者のお座敷事件簿5（2000年1月24日）

  - 親子弁護士の探偵帖3（1997年10月13日） - 桂木祐介 役
  - 十津川警部シリーズ14「海を渡った愛と殺意」（1997年12月29日） - 前原真一郎 役（渡瀬恒彦版）
  - 家庭欄記者・鍋嶋六郎I（1999年6月28日） - 森本信也 役
  - 検視官江夏冬子4「京都宵山殺人事件」（1999年9月13日） - 楠木右京 役
  - 浅見光彦シリーズ12「札幌殺人事件」（1999年9月20日） - 白井信吾 役
  - 金田一耕助の傑作推理「トランプ台上の首」（2000年10月30日） - 風間隼人 役
  - 弁護士迫まり子の遺言作成ファイル3「秘密」（2000年12月11日） - 増田貴幸 役
  - 探偵 左文字進3「空巣と殺人」（2001年5月14日） - 有坂検事 役
  - 被害者の妻〜夫は二度殺された〜（2001年12月10日） - 浅沼修司 役
  - おばさん会長・紫の犯罪清掃日記!ゴミは殺しを知っている3（2002年7月22日） - 須山金光 役
  - 万引きGメン・二階堂雪9「離婚願望」（2002年10月21日） - 大塚啓一 役
  - カードGメン・小早川茜5「黒いデータ」（2003年2月10日） - 宮島明彦 役
  - 夏樹静子サスペンス 揺らぐ灯（2003年7月14日） - 百井警部補 役
  - パートタイム裁判官1（2005年1月31日） - 若杉秀人 役
  - 刑事シュート しゅうと&ムコの事件日誌シリーズ - 中村栄次郎 役
    - 刑事シュート1 しゅうと&ムコの事件日誌（2008年10月20日）
    - 刑事シュート2 しゅうと&ムコの事件日誌（2010年3月15日）

  - 狩矢警部シリーズ - 田原雄一郎 役
    - 狩矢警部シリーズ5「京舞妓殺人事件」（2009年1月26日）
    - 狩矢警部シリーズ6「燃えた花嫁」（2009年2月2日）

  - 湯けむりバスツアー 桜庭さやかの事件簿3（2011年4月18日） - 大西栄一 役
  - 警視庁鑑識課〜南原幹司の鑑定2〜（2011年11月28日） - 小寺平造 役
  - 守護神・ボディーガード 進藤輝2（2013年7月22日） - 白井隆三 役
  - 警視庁機動捜査隊216V「まだ見ぬ夜明け」（2015年12月21日） - 丸内恒夫 役
  - オバベン2 -京都ふたりの女弁護士-（2016年2月29日） - 一之瀬東次郎 役
  - 信濃のコロンボ4「軽井沢追分殺人事件」（2017年4月24日） - 桑江仲男 役
  - 税務調査官・窓際太郎の事件簿33（2018年3月5日） - 筒井大輔 役
  - 十津川警部シリーズ7「浜名湖殺人ルート」（2018年12月10日） - 石塚史郎 役（内藤剛志版）
- 愛情物語（1992年4月 - 9月、読売テレビ） - 水島岳彦 役
- 織田信長（1994年、テレビ東京） - 武田勝頼 役
- 高校教師（1993年1月 - 3月、TBS） - 羽村和人 役
- 松本清張ドラマスペシャル・白い闇（1996年2月、テレビ東京） - 信一 役
- 編笠十兵衛（1997年、テレビ東京） - 堀部安兵衛 役
- 新幹線'97恋物語（1997年、TBS）
- 荒木又右衛門 伊賀の決闘（1997年、CX） - 本多大内記 役
- 金曜エンタテイメント（フジテレビ）
  - 松本清張スペシャル・霧の旗（1997年） - 阿部啓一 役
  - 山村美紗サスペンス 京都夜の祇園姉妹殺人事件（1999年） - 津川修一郎 役
- 剣客商売（1998年 - 、フジテレビ） - 弥七 役
- 白衣のふたり（1998年4月 - 6月、東海テレビ） - 峰村祐司 役
- ザ・美容室（2000年1月 - 3月、東海テレビ） - 前田勉 役
- 水曜ミステリー9（テレビ東京）
  - 多摩南署たたき上げ刑事・近松丙吉シリーズ（2002年 - 2008年） - 山形治 役
  - 名犬フーバーの事件簿（2008年6月11日） - 松浦肇 役
- 警視庁鑑識班2004（2004年1月14日 - 3月17日） - 菊地慎一 役
- はみだし刑事情熱系 最終章（テレビ朝日） - 空野明継 役
  - 第11話「完結前編〜父にかけた涙の手錠」（2004年6月23日）
  - 最終話「絶命！愛する家族に捧げる最後の言葉」（2004年6月30日）
- 津軽海峡ミステリー航路3（2004年） - 片岡浩 役
- 八州廻り桑山十兵衛〜捕物控ぶらり旅 第4話「上総勝浦の大喧嘩!! 消えた三百両と哀しい母の愛…」（2007年） - 勝五郎 役
- TXN参院選スペシャル ザ・決断! 国民の審判 真夏のビッグウエーブ（2007年7月29日、テレビ東京） - 安倍晋三 役
- 働きマン（2007年、日本テレビ）
- 天と地と（2008年1月6日、テレビ朝日） - 真田幸隆 役
- 幻十郎必殺剣（2008年1月 - 3月、テレビ東京） - 鷹森兵部 役
- オトコマエ!（2008年、NHK土曜時代劇） - 紀州屋仁左衛門 役
- 土曜ワイド劇場（テレビ朝日）
  - ダイエット三姉妹の旅情事件簿（3）（1999年2月20日） - 中沢良二 役
  - 京都殺人案内31（2008年、朝日放送）
  - 鉄道捜査官10（2009年5月30日） - 大沼安雄 役
  - 温泉 (秘) 大作戦8（2009年12月5日、朝日放送）
  - 天才刑事・野呂盆六VI（2011年9月17日、朝日放送） - 田能上七郎 役
  - 逆転報道の女（2012年2月18日、朝日放送）  - 祖父江脩一 役
  - 西村京太郎トラベルミステリー61（2014年3月22日） - 広田刑事 役
  - 京都人情捜査ファイル 2時間スペシャル（2015年4月25日） - 本条光晴 役
- 裸の大将〜山梨篇〜富士山にニセモノが現れたので〜（2008年10月18日、フジテレビ）
- 相棒（テレビ朝日）
  - season7 第10話「ノアの方舟〜聖夜の大停電は殺人招待状！」（2009年1月1日） - 遠藤室人 役
  - season13 第10話「ストレイシープ」（2015年1月1日） - 橘高誠一郎 役
- 臨場 最終話（2009年6月24日、テレビ朝日） - 小野 役
- 官僚たちの夏（2009年9月、TBS） - 磯貝社長 役
- 金曜プレステージ（フジテレビ）
  - 奥様は警視総監Ver.5（2009年12月11日）
  - 検事・霞夕子6（2014年5月23日） - 重倉覚 役
- 隠密秘帖（2011年1月1日、NHK正月時代劇） - 添田 役
- ひとりじゃない（2011年1月 - 2月、BSフジ） - 桐山祥平の主治医 役
- 南極大陸（2011年12月、TBS） - 大蔵事務次官 役
- 刑事110キロ 第3話（2013年5月9日、テレビ朝日） - 河原渉 役
- 半沢直樹 第2部（2013年8月 - 9月、TBS） - 高木 役
- S -最後の警官- 第3、第4、最終話（2014年1月 - 3月、TBS） - 新見邦治 役
- 女はそれを許さない 第1話（2014年10月21日、TBS） - 篠田秀雄 役
- TEAM -警視庁特別犯罪捜査本部- 最終話（2014年6月11日、テレビ朝日） - 吉崎文雄 役
- その男、意識高い系。（2015年） - 澤田一臣 役
- 松本清張ミステリー時代劇 第5話「大黒屋」（2015年6月2日、BSジャパン） - 常右衛門 役
- ウルトラシリーズ（テレビ東京）
  - ウルトラマンX 第6話・第7話（2015年8月18日・25日） - 南川大輔 役
  - ウルトラマンアーク（2024年8月3日） - 牧野信也 役
- BARレモン・ハート 第4話（2015年10月26日、BSフジ）
- グッドパートナー 無敵の弁護士 第2話（2016年4月28日、テレビ朝日） - 角田一樹 役
- さすらい署長 風間昭平13（2017年） - 秋葉達也 役
- 山本周五郎時代劇 武士の魂（2017年） - 水野五郎右衛門 役
- 執事 西園寺の名推理 第5話「天才画家が謎の自殺 2億円絵画の秘めた闇 B5遺書のトリック」（2018年5月18日、テレビ東京） - 柳田榮太郎 役
- 遺留捜査 第5シーズン 第1話「あの風変わりな刑事が帰ってくる!! 5億円の仏像を巡る連続殺人疑惑の住職VS謎の鑑定士!? 断崖絶壁のカラビナに3分間の涙！」（2018年7月12日、テレビ朝日） - 三河大輔 役
- 日曜プライム（テレビ朝日）
  - 終着駅シリーズ34「荒野の証明」（2019年1月27日） - 平岡秀行 役
- 科捜研の女 Season19 第16話「風岡早月のメッセージ」（2019年9月5日、テレビ朝日） - 館林穣治 役
- 特命おばさん検事! 花村絢乃の事件ファイル6（2019年） - 前澤貴仁 役
- タリオ 復讐代行の2人 第1話（2020年10月9日、NHK総合） - 財津源一郎 役
- ライオンのおやつ（2021年、NHK BSプレミアム） - 先生（阿久津英司） 役
- 警視庁・捜査一課長 season5 第4話（2021年5月6日、テレビ朝日） - 佐東里志 役
- 月曜プレミア8 今野敏サスペンス 機捜235III（2022年5月16日、テレビ東京）- 石田秀夫 役
- 花咲舞が黙ってない 第3シリーズ （2024年、日本テレビ） - 景山誠吾 役[2]

### 映画
- ねらわれた学園（1981年） - 山形先生
- 刑事物語 くろしおの詩（1985年）
- 魔女の宅急便（1989年） - オキノ（声優）[3]
- 夏のページ（1990年）
- 動天（1991年）
- ハネムーンは無人島（1991年）
- 金色のクジラ（1996年）
- かっ鳶五郎（1997年）
- 座頭市（2003年） - 御前試合の大名
- 感染列島（2009年） - 厚生労働大臣
- HOME 愛しの座敷わらし（2012年、東映） - 阿部
- ブレイブX 極道十勇士（2017年） - 武富会若頭補佐 幸田組組長 幸田昌己
- 聖域 組長の最も長い一日（2018年） - 三阪会会長 トウドウ
- 悲しき天使（2020年）
- いちばん逢いたいひと（2023年2月24日公開、渋谷プロダクション） - 薬師寺勝（楓の主治医）[4]
- 風が通り抜ける道（2024年1月12日公開 、イオンエンターテイメント、沖縄県後援）- ハロハロオカ
- ぴっぱらん!!（2024年） - 福沢正志[5]
- 囁きの河（2025年） - 山科宏一[6]
- ハオト（2025年） - “閣下”[7]

### Vシネマ
- 必殺始末人III「地獄に散った花びら二枚」（1998年2月25日） - 石川又三郎
- 鳳（2009年） - 天地会秋月組組長 秋月智久(天地会十人衆)
- 日本統一24,25,26（2017年、2018年） - 吉田建設社長
- 組織を震撼させた男（2019年） - 千葉 王龍会会長 藤田憲蔵

### 舞台
- 剣客商売
- デモクラシー
- 舞台『刀剣乱舞』 - 大友宗麟 役
  - 科白劇 舞台『刀剣乱舞/ 灯』綺伝 いくさ世の徒花 改変 いくさ世の徒花の記憶（2020年7月16日 - 8月2日、品川プリンスホテル ステラボール / 8月4日 -  9日、日本青年館ホール）[8]
  - 舞台『刀剣乱舞』綺伝 いくさ世の徒花 （2022年3月19日 - 4月3日、明治座　/ 4月22日 - 24日、福岡サンパレスホール　ホテル&ホール　/ 4月30日 - 5月15日　新歌舞伎座）[9]
- セブンスヒーロー（2024年5月16日 - 19日、博品館劇場） - 竹久夢二 役[10]
- リア王2024（2024年8月29日 - 9月2日、三越劇場）[11]
- ミュージカル「本好きの下剋上」（2024年10月4日 - 14日、品川プリンスホテル ステラボール / 11月2日 - 3日、COOL JAPAN PARK OSAKA TTホール） - 神殿長ベーゼヴァンス 役
- 〜女子大小路の名探偵 新章〜 舞台「死は、ど真ん中に転げ落ちて」（2025年3月15日 - 23日、博品館劇場）[12]
- 王の逆襲（2025年6月13日 - 15日〈予定〉、博品館劇場）[13]

### CM
- P&Gミューズ（三浦浩一&純アリスファミリー名義）（1993年）

### ゲーム
- ニンテンドーDS 『相棒DS』 ドラマモード Episode 3「遺志」（2009年、テクモ） - 吉川貞彦

### ナレーション
- 三浦涼介『COLOR』（2016年）[14]
  - 特典DVD「三浦涼介、富士山登頂への軌跡!」ナレーション

## ディスコグラフィー

### シングル
- 卒業 - 銀河テレビ小説『やどかりは夢をみる』主題歌（デビューシングル、1984年2月発売、日本コロムビア）
  - 作詞：溝畑龍緒 /作曲：森 保道 /編曲：森 一美 /唄：三浦浩一&WINDY
- まぶしすぎる朝に（「卒業」とのカップリング曲）
  - 作詞：松尾由起夫 /作曲：西島三重子 /編曲：森一美&WINDY /唄：三浦浩一

### アルバム
TA・SO・GA・RE - 1984年6月（日本コロムビア）